# Vetro di Murano

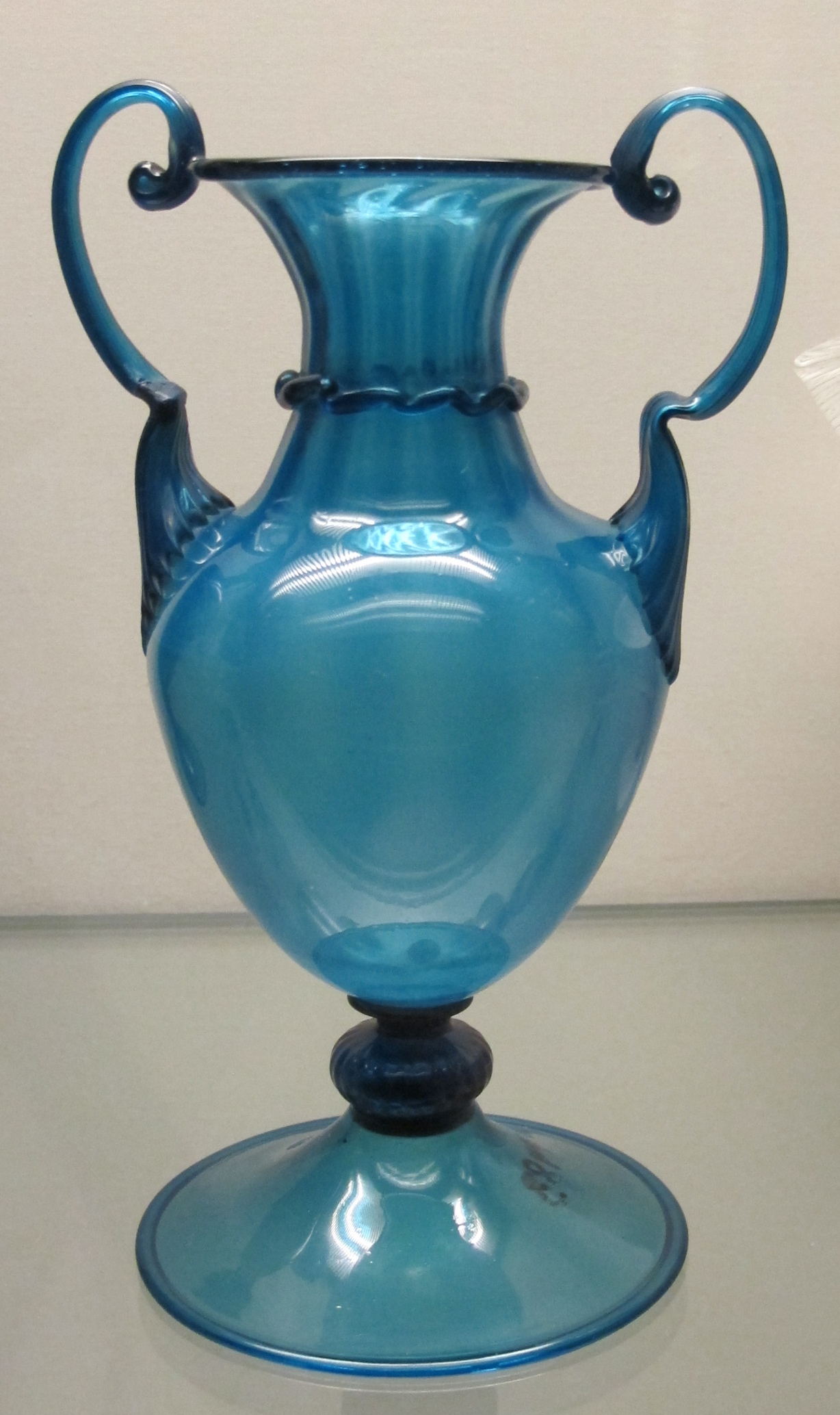
Vetro di Murano (trasparente blu), vaso biansato, fine XVI-inizio XVII sec. - Ermitage.

Il vetro di Murano è il vetro artistico lavorato a Murano, isola della laguna di Venezia. Tradizionalmente è realizzato con un "metallo" di soda-calcica ed è tipicamente decorato in modo elaborato, con varie tecniche di formatura del vetro "a caldo", nonché doratura, smalto o incisione. La produzione è concentrata nell'isola veneziana di Murano sin dal XIII secolo. 
Oggi Murano è nota per il suo vetro artistico, ma ha una lunga storia di innovazioni nella produzione del vetro oltre alla sua fama artistica ed è stata il principale centro d'Europa per il vetro di lusso dall'alto medioevo al Rinascimento italiano. Nel XV secolo i vetrai muranesi crearono il cristallo, che era quasi trasparente e considerato il vetro più pregiato del mondo. I vetrai di Murano svilupparono anche un vetro di colore bianco (vetro di latte chiamato lattimo) che sembrava porcellana. In seguito sono diventati i migliori produttori di specchi d'Europa.
In origine, Venezia era controllata dall'Impero Bizantino (Venezia marittima), ma alla fine divenne una città-stato indipendente. Fiorì come centro commerciale e porto marittimo. I suoi collegamenti con il Medio Oriente aiutarono i locali vetrai ad acquisire competenze aggiuntive, poiché la produzione del vetro era più avanzata in aree come la Siria e l'Egitto. Sebbene la produzione del vetro veneziano nelle fabbriche esistesse già nell'VIII secolo, si concentrò per legge a Murano a partire dal 1291 poiché le fabbriche di vetro spesso prendevano fuoco e collocarle sull'isola secondaria eliminò gran parte della possibilità di un disastroso incendio nella capitale lagunare.
I vetrai veneziani hanno sviluppato ricette e metodi segreti per la produzione del vetro e la concentrazione della produzione vetraria di Venezia sull'isola di Murano ha consentito un migliore controllo di quei segreti. Murano divenne così il centro della produzione del vetro di lusso in Europa, raggiungendo il picco di popolarità nel XV e XVI secolo. Il predominio di Venezia nel commercio lungo il Mediterraneo creò una ricca classe mercantile che era un forte conoscitore delle arti. Ciò contribuì a stabilire la domanda di vetro artistico e d'innovazioni. La diffusione del talento vetraio in altri paesi europei diminuì l'importanza di Venezia e dei suoi vetrai muranesi. L'occupazione e lo scioglimento dello stato veneziano da parte di Napoleone Bonaparte nel 1797 provocò grandi disagi per l'industria vetraria di Murano. La produzione del vetro di Murano rinacque negli Anni '20. 
Oggi Murano e Venezia sono attrazioni turistiche e Murano ospita numerose fabbriche di vetro e alcuni studi di artisti individuali. Il suo Museo del Vetro a Palazzo Giustinian contiene mostre sulla storia della lavorazione del vetro e campioni di vetro che vanno dall'epoca egizia fino ai giorni nostri.

## Storia

### Origini

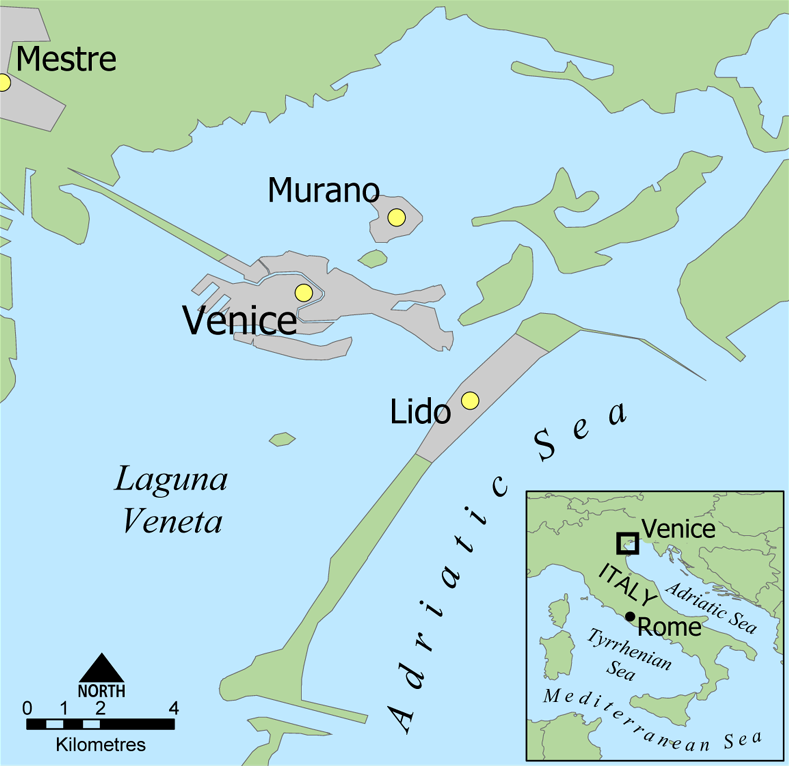
Venezia e Murano.

L'area in cui poi sorgerà Venezia in epoca pre-romana rappresentava la zona dell'Alto Adriatico, il punto d'arrivo di tutti gli scambi marittimi con le coste orientali del Mediterraneo. Tra tutte le merci giunte dall'Oriente, il vetro godeva di un ruolo di rappresentanza. A riprova di ciò attraverso scavi effettuati per la bonifica di edifici storici, sono state repertate strutture abitative di epoca romana, per cui ufficialmente si pensava che la città di Venezia fosse sorta dai transfughi delle città romane fuggiti nella Laguna per trovare scampo dai barbari. 
Da ciò si può capire che l'arte veneziana del vetro provenga direttamente da quella romana dell'Alto Adriatico e, comunque, il vero e proprio sviluppo si ebbe nel Medioevo. A quel tempo, piccole comunità crebbero in Laguna e Venezia divenne la più importante. La città nell'XI secolo dominò il commercio tra Europa, Nordafrica e Medio Oriente, costituendo una talassocrazia grazie ad una potente flotta sia commerciale sia militare. Molti crociati europei sono passati da Venezia in viaggio da e per la Terra Santa. A Venezia si compravano e vendevano tesori di vario genere: spezie, metalli preziosi, pietre preziose, avorio, sete e vetro. Il successo commerciale creò a Venezia un patriziato di nobili-mercanti che divennero mecenati della famosa arte e architettura di Venezia.
Si pensa che la produzione del vetro a Venezia sia iniziata intorno al 450, quando i vetrai di Aquileia si rifugiarono nelle isole per sfuggire agli invasori barbarici. Le prime testimonianze archeologiche di una vetreria nella zona provengono dall'isola lagunare veneta di Torcello e risalgono al VII-VIII secolo e nel 982 d.C. compare il nome di un artigiano vetraio a Venezia, cui seguirono altri. Ai vetrai originari veneziani si unirono i vetrai di Bisanzio e del Medio Oriente che arricchirono le loro conoscenze sulla lavorazione del vetro. Il vetro è stato prodotto in Medio Oriente molto prima che in Europa, sebbene il vetro dell'antica Roma prodotto in Italia, Germania e altrove potesse essere estremamente sofisticato. I primi prodotti includevano perline, vetro per mosaici, gioielli, piccoli specchi e vetri per finestre.
I vetrai veneziani cominciarono a praticare quest'arte ereditando l'uso del vetro sodico dagli orientali. Tale composizione si adatta a lavorazioni a caldo e in questo si distinsero per il gusto estetico e l'uso di più colorazioni. La capacità estetica per i veneziani è fondata sull'intuizione che il vetro sia un materiale estremamente malleabile e quindi adatto ad essere soffiato e modellato allo stato incandescente, ma capace di mantenere le stesse caratteristiche cromatiche anche nel prodotto finito. Questo differisce dalla tradizione nordica, che sostiene che il vetro sia l'equivalente della pietra dura e quindi che l'abilità risieda nel valorizzare gli oggetti attraverso il taglio. 
Nel XIII secolo il predominio risultò nettamente degli artigiani muranesi. Ciò fu dovuto al fatto che le vetrerie si concentrarono naturalmente nell'isola di Murano, tanto che nel 1291 lo Stato stabilì la distruzione di vetrerie costruite a Venezia deputandone a Murano l'origine storica. La lavorazione del vetro era ormai divenuta importante per l'economia di Venezia e della Laguna. Intorno al 1271 la corporazione dei vetrai locali stabilì regole per aiutare a preservare i segreti della lavorazione del vetro. Era vietato divulgare segreti commerciali al di fuori di Venezia. Se un vetraio lasciasse la città senza permesso, gli sarebbe stato ordinato di tornare. Se non fosse tornato, la sua famiglia sarebbe stata imprigionata. Se ancora non fosse tornato, sarebbe stato inviato un assassino per ucciderlo. Regole aggiuntive specificavano gli ingredienti utilizzati per la fabbricazione del vetro e il tipo di legno utilizzato come combustibile per le fornaci.

#### Murano
Si ritiene che la vetreria ebbe origine a Murano intorno al X secolo, con notevoli influenze asiatiche ed arabe, dal momento che Venezia era un importante porto commerciale. La fama di Murano come centro di lavorazione del vetro nacque quando la Repubblica di Venezia, per prevenire l'incendio degli edifici della città (all'epoca in gran parte costruiti in legno), ordinò ai vetrai di spostare le loro fonderie a Murano nel 1291.
Contrariamente agli altri paesi in cui le vetrerie sorgevano nelle sedi di produzione delle materie prime o del combustibile, Venezia e Murano hanno sempre importato tutti i materiali come il silicio vetrificante, la soda fondente ed altro, da luoghi lontani, compresa la legna, combustibile fino al secolo scorso, che arrivava dalle coste istriane e dalmate. La vera qualità dell'isola di Murano, però, era l'uomo con la sua esperienza, che nel tempo ha perfezionato gli stili, la qualità e l'abilità nel modellare il vetro incandescente. Questi artisti del vetro sono sempre stati contattati fin dal Rinascimento per portare nelle corti e nelle botteghe la loro abilità, tanto da diventare maestri. Infatti, per questa ragione, a Murano si attivò una scuola del vetro che avviava i giovani a questo mestiere anche se l'esperienza in vetreria restava unica. Nel Medioevo e nel Rinascimento il vetro di Murano era richiesto dalle classi sociali più elevate d'Europa a cominciare dall'invenzione del cristallo nel 1450 circa; infatti il cristallo è una qualità di vetro che si differenzia e che conferisce al vetro stesso delle caratteristiche peculiari dovute alla medesima base di silicio ma ad una percentuale maggiore di ossido di piombo (24%), per cui i prodotti creati risultavano particolarmente raffinati da soddisfare la richiesta di clienti estremamente facoltosi. Nel periodo barocco la ricerca si trasformò attraverso l'esecuzione di oggetti ad effetto quali i lattimi, ossia composizioni a base di silicati, stagno e piombo con aspetto bianco latte da cui l'etimologia, che si accostavano perfettamente ai mobili del Settecento veneziano anche nell'epoca decadente della Repubblica di Venezia. Dopo la fine della Repubblica di San Marco nel 1797 la rinascita dell'artigianato del vetro avvenne nella seconda metà del XIX secolo e le vetrerie che nacquero elaborarono tecniche ancor oggi in uso e che hanno dato luogo alla vetreria contemporanea e di design.
La categoria dei vetrai di Murano divenne ben presto quella più in vista nell'isola: infatti, dal XIV secolo i vetrai furono autorizzati a portare spade, godettero dell'immunità dai procedimenti giudiziari da parte dello Stato veneziano e alle loro figlie fu permesso di sposarsi con le più benestanti famiglie di Venezia. Tuttavia i vetrai non furono mai autorizzati a lasciare la Repubblica. Molti artigiani corsero il rischio a impiantare i forni di lavorazione nelle città circostanti o in paesi lontani come l'Inghilterra e i Paesi Bassi.
Alla fine del XVI secolo, tremila persone sui settemila abitanti dell'isola di Murano erano coinvolti in qualche modo nel settore del vetro.
Per diversi secoli, i vetrai di Murano mantennero un monopolio sulla qualità del vetro, sullo sviluppo o perfezionamento delle tecniche, tra cui quelle del vetro cristallino, del vetro smaltato, del vetro con fili d'oro (avventurina), del vetro multicolore (millefiori), del vetro-latte (lattimo) e delle pietre preziose imitate in vetro. Oggi, gli artigiani di Murano stanno ancora impiegando queste secolari tecniche, in ogni lavorazione: dall'arte contemporanea di vetro alle figurine di vetro di Murano, fino ai lampadari e tappi del vino.
All'inizio del secolo XXI Murano rimane sede di un vasto numero di fabbriche e di studi-laboratori di singoli artisti che creano ogni sorta di oggetti in vetro sia per la commercializzazione di massa sia per sculture originali.

### Il Quattrocento

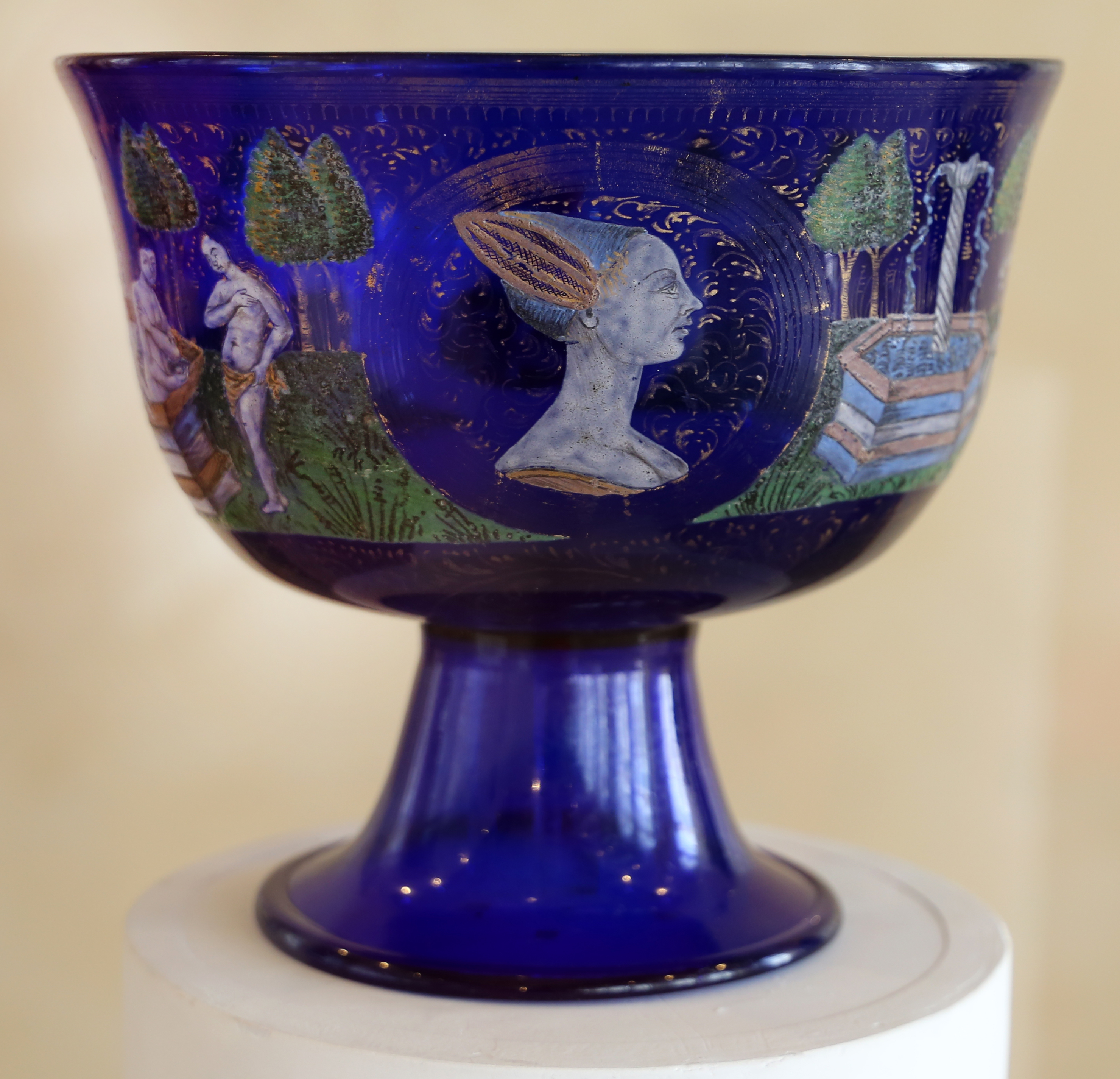
Coppa Barovier, 1460_ca.

Inizialmente il vetro soffiato aveva scopo utilitaristico ed infatti se ne conserva poca documentazione, mentre nel 1400 a Venezia si cominciò a produrre l'oggetto in vetro anche con scopo puramente artistico-estetico; tra gli artisti si può menzionare Antonio da Codegoro. Nella seconda metà del XV secolo comparvero opere di pittori su vetro cristallino quali: Pietro de Zorzi Cortiner, Filippo de Catanei della Sirena, Valentino Ungaro, Alvise da Segna, Zuane Maria Licini, Zuane Maria Leopardo ed altri i quali usarono smalti colorati fusibili. Questo vetro chiamato cristallino poiché estremamente puro, sembrerebbe essere stato creato da Angelo Barovier (1405-1460) discendente da una famosa dinastia di vetrai ancora operativa nell'isola di Murano. Riferendoci alla creazione del cristallo, il vetro cristallino che nasce trasparente e in seguito colorato, nel XV secolo, più spesso, veniva prodotto e lasciato incolore come il cristallo di rocca, quindi cristallo. Questo materiale trasparente male si sposava però con le decorazioni smalto opaco e spesso, quindi con il tempo le decorazioni divennero sempre più leggere ed eseguite a puntini smaltati o dorati, produzione che continua fino al primo quarto del XVI secolo.

### Il Cinquecento
In questo secolo, oltre al cristallo decorato o al vetro bianco trasparente decorato con il lattimo utilizzato a filigrana (lunghe e sottili canne inserite nel vetro trasparente), si decorò il vetro con l'incisione a punta di diamante o pietra focaia, che graffiava la superficie del vetro con un disegno prestabilito, su invenzione di Vincenzo di Angelo Dal Gallo nel 1534 che fu usata dando l'immagine del cristallo come avvolto da un fine merletto. Altro tipo di lavorazione dell'epoca fu il "vetro ghiaccio", rugoso e screpolato all'esterno, lucido ma non trasparente. La decorazione avveniva applicando il colore a freddo sul rovescio degli oggetti ed utilizzando i soggetti dei dipinti di artisti come Raffaello o Primaticcio; a testimonianza il piatto con "Le due donne dormienti" che con molta probabilità fu eseguito da Marcantonio Raimondi rivisitando un dipinto di Raffaello. Verso la fine del secolo si diffusero i vetri decorati "a penne" usando il lattimo avvolto in fili "pettinati" a festoni con uno speciale attrezzo. Nella seconda metà del Cinquecento gli oggetti divennero più complessi ed articolati perché trattati con la lavorazione a pinza. Nel XVI secolo con la diffusione e la fama del vetro di Murano in tutta Europa i maestri vennero chiamati a lavorare in vetrerie estere soprattutto nei Paesi Bassi, in Germania, in Inghilterra e in Spagna. Tra le famiglie più note della seconda metà del XV secolo si annoverano: i Barovier, i Mozzetto, i Della Pigna e nel XVI secolo le dinastie dei Ballarin, dei De Catanei della Sirena, dei D'Angelo Dal Gallo, dei Bortolussi e dei Dragani.

### Il Seicento
Nel Seicento non vennero prodotti oggetti particolarmente innovativi, ma poi il vetro si contraddistinse per la produzione di manufatti chiamati à la façon de Venise prodotti all'estero con artigiani locali o molto spesso da maestri vetrai muranesi espatriati. Questi, assecondando il gusto dei paesi ospitanti, enfatizzarono i motivi del decoro barocco comparsi nel secolo precedente anche sul vetro colorato, come ad esempio la decorazione dei gambi sui calici denominati "ad alette". Purtroppo questo secolo rimarcò il grande esodo dei maestri muranesi che trovarono dimora nelle grandi città del Nord Europa più per la miseria dovuta alla rigidità delle leggi repubblicane che da obiettivi economici. Ed è infatti in questo periodo che l'arte del vetro cominciò a decadere pur avendo validi artisti, dando spazio all'affermazione del vetro boemo. Questo vetro, nato negli anni settanta-ottanta, più terso e pesante di quello veneziano, poteva essere lavorato con maggior facilità sia ad intaglio che ad incisione non più a graffio ma a rotella. Quindi, paradossalmente, alla fine del secolo a Venezia si imitavano le incisioni a rotella dai vetri boemi.

### Il Settecento
Per tentare di uscire dalla grave crisi in cui si era imbattuta l'arte vetraria all'inizio del secolo, il muranese Giuseppe Briati avviò una produzione di vetro simile per composizione a quella dei vetri boemi, senza imitare le opere ma tentando di vincere la concorrenza. Per quanto riguarda i vetri incisi a rotella, tecnica anch'essa boema, seppur variandone la foggia, dovettero essere chiamati cristalli "all'uso di Boemia". Ciononostante, la produzione di Briati, approvata dal Consiglio dei Dieci del 1737, ebbe un enorme successo. Tra gli oggetti più noti si annoverano le "chiocche", lampadari a molti bracci decorati da festoni, fiori e foglie, i "deseri" centri tavola, gli specchi di cristallo colorato e il famoso "lattimo" che imitava la porcellana. A Murano il lattimo era opera soprattutto della famiglia Miotti e dei fratelli Bertolini, che nel 1739 avevano ottenuto dalla Repubblica di Venezia l'esclusiva di decorarlo in oro. Quest'epoca è anche quella della produzione di vetri mimetici come il "calcedonio", l'"avventurina" ed i vetri soffiati decorati a smalto a caldo. Maestri di tale tecnica furono Osvaldo Brussa e suo figlio Angelo Brussa, dei quali con i soggetti caratterizzati da fiori, frutta, animali, scene sacre e profane, giungiamo all'inizio dell'Ottocento. Non va dimenticato che il vetro trova applicazione pratica attraverso la creazione di oggetti d'uso domestico, quali le ampolle per l'olio e l'aceto, le lampade da tavolo alla fiorentina, i vassoi, i cestini, i centro tavola e come materiale decorativo d'arredo. Per quasi tutto il Settecento grande importanza godette lo specchio veneziano incorniciato da decori, smalti ed incisioni, che a volte comparvero sulla superficie. Successori di Briati furono Giacomo Giandolin, Lorenzo Rossetto e Zuane Gastaldello, Vittorio Mestre, la Compagnia di Cristalli Fini ad Uso di Boemia, Antonio Motta, Vincenzo Moretti e C.

### L'Ottocento
Con la Caduta della Repubblica di Venezia, nel 1797 cominciò per la città una crisi industriale e occupazionale, poiché nel 1806 i decreti napoleonici sancirono l'abolizione delle corporazioni artigianali, e quindi l'opera dei vetrai perse la tutela della Mariegola dell'Arte; in più le fornaci soffrirono la concorrenza della Boemia, Stiria e Carinzia, delle cui produzioni in vetro abbondavano i nostri mercati. Inoltre, l'imponente emigrazione dei vetrai, diffuse i segreti professionali mentre le materie prime importate e i prodotti esportati, subirono l'alto peso della tassazione. Una stasi si manifestò, quindi, tra la fine del XVIII secolo e l'inizio del XIX secolo, sia a livello tecnico che estetico, anche se si continuava molto rozzamente la tradizione dei vetri dipinti a smalto dei Brussa. La rinascita fu merito nel 1838 di Domenico Bussolin e di Pietro Bigaglia nel 1845, che ripresero a produrre vetro filigranato dai colori vivaci e dalla varietà di intrecci e alla produzione dell'"avventurina" e di Lorenzo Radi coi "calcedoni". Successivamente, nella metà del secolo, i fratelli Toso fondarono la fornace omonima e nel 1859 Antonio Salviati creò il laboratorio collaborando con l'abate Vincenzo Zanetti alla Fondazione dell'Archivio e alla Scuola di disegno per vetrai, che diverrà Museo del Vetro. Scuola e Museo erano strettamente connessi poiché gli allievi diventavano maestri se abili a riprodurre fedelmente gli oggetti antichi. Dopo la guerra del 1866, con l'annessione del Veneto all'Italia, rinacque lo splendore dell'attività muranese. Infatti, nel 1866 Antonio Salviati riattivò la produzione e il commercio del vetro soffiato esportando soprattutto a Londra. In quest'epoca Vincenzo Moretti creò i "vetri murrini" della Compagnia di Venezia e Murano riproducendo i vetri a mosaico romani. Gli artigiani riproposero anche i vetri paleocristiani a foglia d'oro esposti all'Esposizione Universale di Parigi del 1878 e i vetri smaltati tra i quali la "Coppa Barovier", conservata al Museo, che ne costituisce l'opera prima; invece, nella tecnica che riproduceva le ceramiche di scavo, vi sono i vetri Corinti e Fenici prodotti dalla Compagnia di Venezia e Murano, da Salviatti e dai Fratelli Toso. Verso gli anni novanta in tutta Europa nascevano movimenti innovatori, ma a Murano si continuava a produrre vetro ottocentesco. Nel 1895, però, i Barovier, all'apertura della prima Biennale di Venezia, produssero calici leggerissimi con gambo a spirale di chiara foggia Art Nouveau.

### Il Novecento
Il XX secolo comincia a Murano con nuovi processi di lavorazione del vetro di foggia moderna. Il primo innovatore fu Vittorio Toso Borella, che creò, intorno al 1909, due ciotole in vetro leggerissimo decorate con aironi e fiori acquatici a smalto trasparente. A Vittorio Zecchin, artista del gruppo secessionista di Cà Pesaro, si devono creazioni in vetro mosaico realizzate nella fornace dei Barovier ed esposte a Cà Pesaro nel 1913. Nel 1914 divenne famosa la lastrica "barbaro" disegnata dal pittore Teodoro Wolf Ferrari.
Dopo l'interruzione dovuta alla prima guerra mondiale, le fornaci ripresero la produzione adottando uno stile essenziale e funzionale. Poco dopo la cessazione del conflitto iniziarono le collaborazioni tra artisti e fornaci. Vittorio Zecchin stesso divenne direttore artistico della "Vetri Soffiati Muranesi Cappellin Venini e C.", nata nel 1921 e specializzata nel recupero degli stili dei vetri cinquecenteschi, tratti dai dipinti rinascimentali, come ad esempio il "Calice Costolato" ed il "Vaso Veronese". Altri artisti come il pittore Guido Cadorin e lo scultore Napoleone Martinuzzi collaborarono con le aziende e quest'ultimo, nel 1925, alla separazione di Cappellin e Paolo Venini, divenne direttore artistico della "Nuova Vetri Soffiati Muranesi Venini e C." fino al 1932. Tra le sue opere, che denotavano l'esperienza di scultore, gli anatroccoli in vetro e filigrana del 1929 e un tipo di vetro opaco con bolle d'aria o "puleghe" inglobate, detto perciò "pulegoso", oggetti di spessore consistente come frutti, funghi e piante grasse decorate da nastri.
Negli anni venti Umberto Bellotto si distinse perché accostò il vetro al ferro battuto e collaborò con la Pauly & c. e prima con Barovier, che era la vetreria artistica più attiva tra il 1920 e il 1930 e si avvaleva del tecnico e designer Ercole Barovier. Seconda per importanza era la S.A.L.I.R., nota per il vetro inciso e per la collaborazione dell'acquafortista Guido Balsamo Stella e dell'incisore boemo Franz Pelzel.
All'inizio degli anni venti riaprì la Salviati con la collaborazione di Dino Martens e del pittore Mario De Luigi. Nel 1940 si cominciò a considerare come tradizione vetraria anche il vetro di grosso spessore e dagli anni trenta si datarono i vetri di Carlo Scarpa per Venini. Dopo la guerra, con la ripresa dell'attività, si distinsero Ercole Barovier e Giulio Radi per la AVEM, per l'uso di coloranti metallici, mentre Alfredo Barbini modellò a caldo una serie di sculture. Archimede Seguso, perseguendo le tecniche tradizionali, realizzò in filigrana preziosi tessuti. Dagli anni cinquanta la fornace di Paolo Venini collaborò con designers di ogni nazionalità creando con il vetro mosaico piatti e vetri da tavola. 
A Murano oggi il vetro è diventato espressione d'arte pura a cui gli artisti si dedicano servendosi delle fornaci ma senza vincoli di produzione seriale.

## Lavorazioni e composti del vetro
Il vetro è costituito da silice, che diventa liquido a temperature elevate. Prima che il vetro passi da uno stato liquido ad uno solido, c'è un intervallo in cui il vetro diventa morbido e malleabile prima che s'indurisca completamente, permettendo all'artigiano di plasmare il materiale.
Oltre alla silice, le altre materie prime, chiamate flusso o fondenti, ammorbidiscono a temperature più basse. Più ossido di sodio è presente nel vetro, più questo si solidifica lentamente. Questo è un fattore importante per la lavorazione manuale del vetro, perché concede al vetraio più tempo per modellare il materiale. Le varie materie prime che un artigiano può aggiungere a una miscela di vetro sono sodio, per rendere la superficie di vetro opaco, nitrato ed arsenico, per eliminare le bolle, e coloranti o sostanze opacizzanti. Colori, tecniche e materiali variano a seconda del risultato che il vetraio sta cercando di raggiungere.
La lavorazione del vetro di Murano può essere suddivisa in due categorie: prima lavorazione e seconda lavorazione.
Rientrano nella prima lavorazione quei procedimenti che utilizzano la materia prima, ossia sabbia, soda ed altri composti, oppure il vetro grezzo, detto cotisso. Questi elementi vengono fusi in forni specializzati al fine di ottenere la miscela vitrea che successivamente viene lavorata.
Fanno parte, invece, della seconda lavorazione l'elaborazione a lume con l'utilizzo di bacchette di vetro, la vetrofusione e le lavorazioni "a freddo" quali la decorazione, l'incisione e la molatura.

### Prima lavorazione
Avventurina
Con il termine "avventurina" si descrive un vetro inventato a Murano intorno al 1620 che presenta avvolte nella massa, a prima vista, innumerevoli pagliuzze dorate, in realtà trattasi di minutissimi cristalli di rame. Il segreto della composizione dell'avventurina, detenuto nei secoli da pochi maestri vetrai, sta nell'aggiungere a fusione conclusa, appropriate quantità di materie prime come battitura di ferro, silicio metallico, carbone, fino a quando inizia a precipitare il rame metallico. Un lento ciclo di raffreddamento del vetro fuso provoca la separazione del rame metallico dal vetro di base. L'omogeneità della distribuzione dei cristalli di rame caratterizza la qualità dell'avventurina. L'origine del termine avventurina prende nome dalla definizione data dal vetraio seicentesco Giovanni Darduin: "la si dimanda venturina, et con ragione, perché sortisse più per ventura che per scientia".
Cristallo
È definito "cristallo" il vetro incolore e trasparente, decolorato con biossido di manganese, ottenuto con materie prime depurate. Fin dai tempi del Medioevo il cristallo è considerato il più pregiato vetro muranese.
Il segreto della sua qualità sta nelle purezza delle materie prime impiegate, nell'uso di decoloranti, nella preparazione della miscela vetrificabile e nella condotta della fusione. Nella metà del XV secolo i muranesi proposero un vetro puro e incolore, che per la prima volta nella storia venne chiamato cristalloe successivamente venne riprodotto in altri paesi europei.
A differenza del cristallo nordico, che presenta un'alta concentrazione di ossido di piombo e che oggi deve sottostare a severi controlli relativi ai fumi derivanti dalla fusione, il cristallo muranese è un vetro sodico-calcico i cui componenti principali, oltre alla silice, sono l'ossido di sodio e l'ossido di calcio. Il cristallo sodico risulta molto adatto alla produzione di oggetti soffiati particolarmente leggeri che richiedono lunghi tempi di lavorazione.
Filigrana

È un vetro ottenuto con una tecnica decorativa a caldo, inventata a Murano nella prima metà del XVI secolo. Prevede l'utilizzo di bacchette in "lattimo" o colorato inglobate nel vetro trasparente. La forma più semplice prevede una serie di bacchette parallele e avvolte a spiraledetta "mezza filigrana" mentre se le bacchette sono incrociate la filigrana viene definita "a reticello" o "doppia", una ìavorazione maggiormente complessa prevede la torsione preventiva di più bacchette accostate in modo da creare varie forme di elicoidi, in questo caso la filigrana è detta “a retortoli” o "zanfirico", 

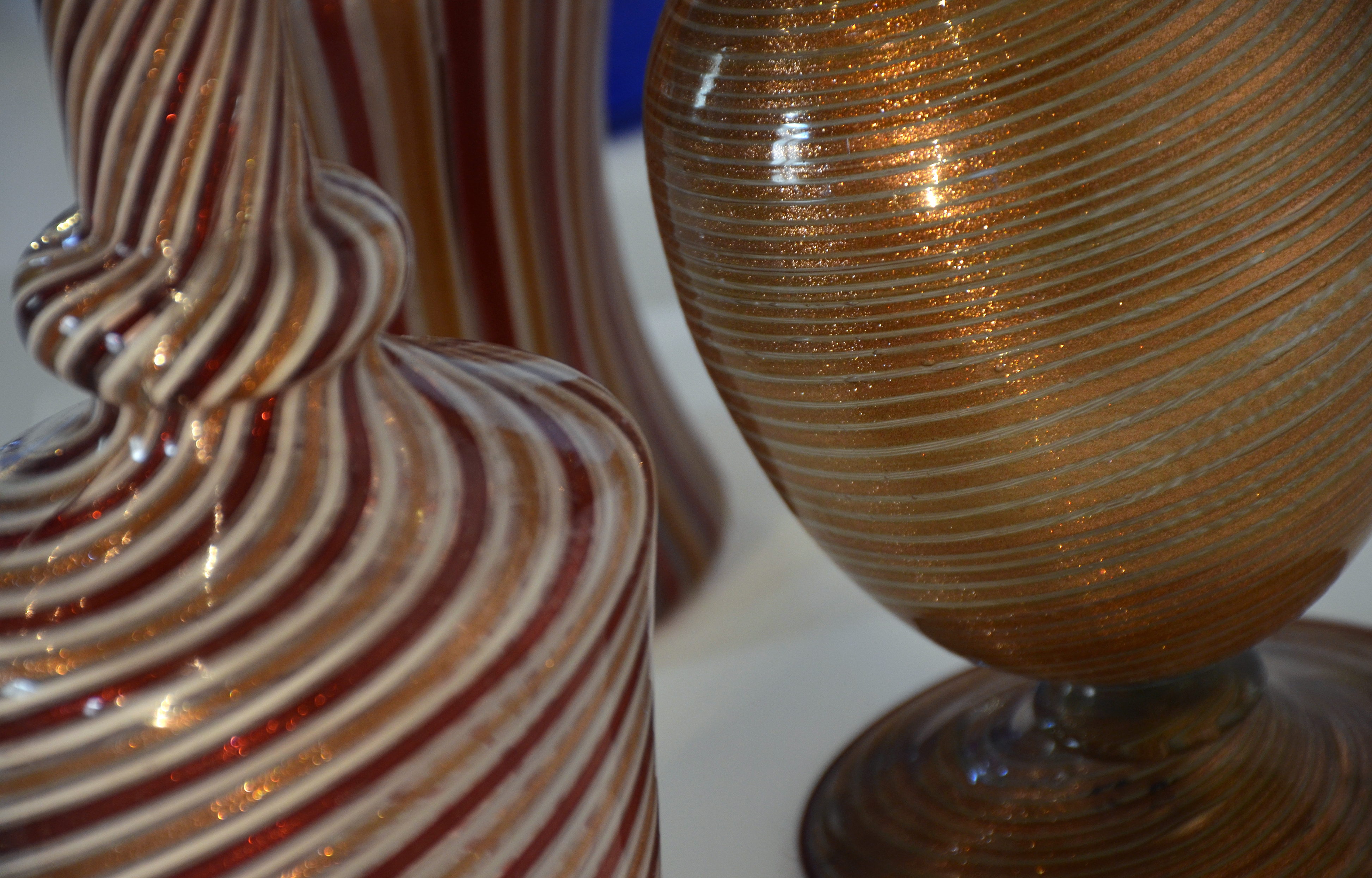
Particolari di vetri reaòizzari a "mezza filigrana" con bacchette fi vetro lattimo, colorato e abbenturine, XIX secolo, Murano, Museo Vetrario
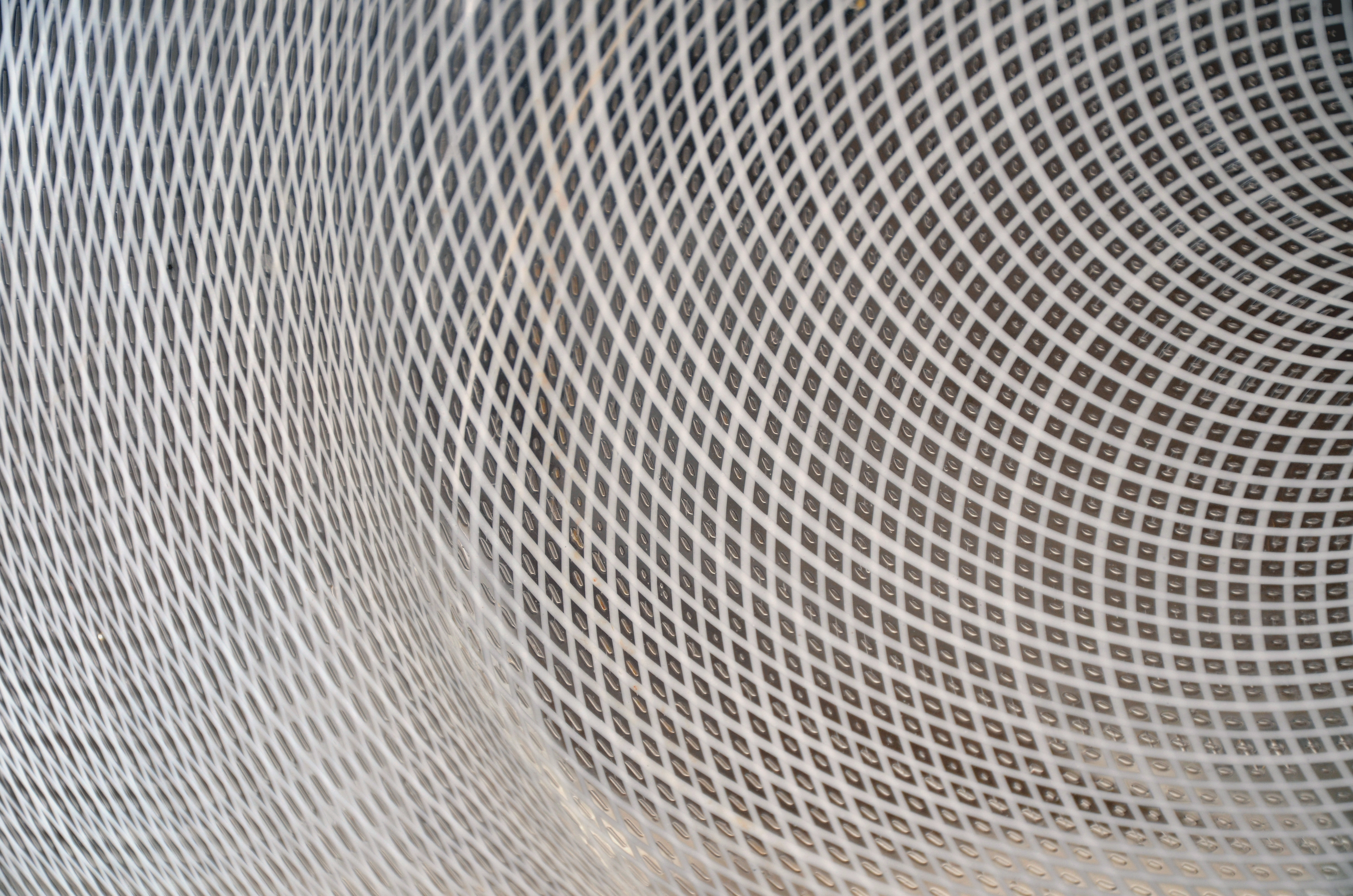
Particolare di piatto in vetro con filigrana a "reticello", fine XVI / inizio XVII secolo, Murano, Museo Vetrario
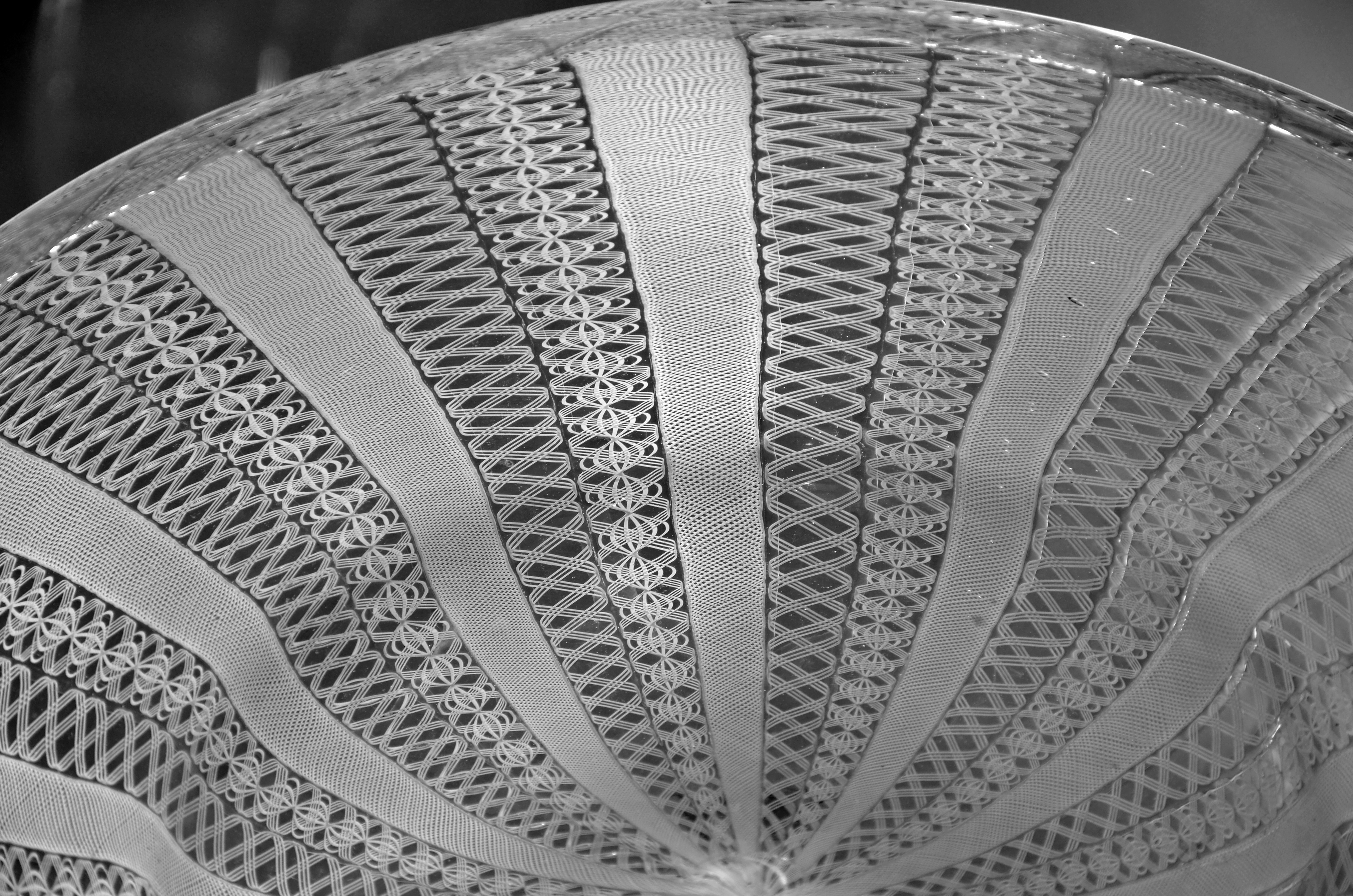
Particolare di una grande coppa lavorata a "zanfirico", fine XVII secolo, Murano, Museo Vetrario

Lattimo
Il lattimo è un vetro bianco opaco come il latte (da cui il nome), l'invenzione è datata nel 1450 circa a Murano con lo scopo di imitare la porcellana cinese giunta a Venezia, utilizzando come opacizzanti calcina di piombo e stagno. Nel Rinascimento e nel XVIII secolo il lattimo venne utilizzato soprattutto per la produzione di raffinati oggetti soffiati, decorati a smalti policromi. Nella lavorazione odierna gli agenti opacizzanti utilizzati sono caratterizzati da minuti cristalli di fluoruro di calcio e di sodio che si separano dal vetro fuso durante il raffreddamento. Questi cristalli risultano tanto più omogenei quanto più è elevata la concentrazione di ossido di zinco nella miscela. Simile al lattimo, da un punto di vista estetico, è il vetro smalto a base di arseniato di piombo, utilizzato soprattutto nella lavorazione delle perle e della filigrana.
Soffiatura
La soffiatura intorno alla metà del I secolo a.C. fu una tecnica che rivoluzionò la produzione vetraria, rendendo rapida ed accessibile la produzione di contenitori in vetro favorendone la diffusione anche presso le classi più modeste. L'origine della soffiatura avvenne nell'area siro-palestinese, inizialmente non esisteva una vera e propria canna da soffio bensì una canna vitrea cava che veniva chiusa ad una estremità permettendo la modellazione in quella zona in forma di boccetta, mentre nell'altra estremità avveniva la soffiatura generata dal maestro vetraio. In un secondo tempo l'oggetto modellato veniva staccato dal resto della canna vitrea. L'introduzione di una canna metallica rese più agevole il lavoro del vetraio ed ampliò la gamma produttiva.
Sommerso
Il "sommerso" è una forma di arte del vetro di Murano che presenta strati di colori contrastanti (in genere due), la tecnica prevede l'immersione di un soffiato di grosso spessore nel crogiolo contenente del vetro trasparente di altro colore ed egualmente di ampio spessore. La sovrapposizione di spessi vitrei trasparenti permette di ottenere particolari effetti cromatici. La lavorazione del vetro sommerso nacque a Murano verso la fine degli anni Trenta del Novecento. A questa innovativa tecnica è associato il nome del maestro vetraio Antonio Da Ross, considerato da diverse fonti attendibili il suo ideatore. Negli anni successivi, il metodo fu oggetto di ulteriori sviluppi grazie a Paolo Venini e conobbe un'ampia diffusione internazionale negli anni Cinquanta per merito di Flavio Poli, allora direttore artistico della Seguso Vetri d'Arte. Poli apportò modifiche originali alla tecnica, come l’inserimento di foglia d’oro e minuscole bolle d’aria tra i diversi strati, elementi che contribuirono a rendere le sue creazioni particolarmente luminose e ricche di effetti tridimensionali. Questo processo è una tecnica popolare per i vasi, ed è talvolta usato per le sculture.

### Seconda lavorazione
Conterie
Le "conterie" sono perline di vetro arrotondate o a spigolo vivo, ottenute con la lavorazione a "lume" sezionando tubicini forati tirati in fornace per una decina di metri. La canna vitrea non forata viene ammorbidita dal calore del fuoco che fuoriesce da un cannello, successivamente viene avvolta intorno a un tubicino metallico che conferisce alla perla la forma desiderata e infine decorata con l'utilizzo di vetro policromo.
Le conterie si differenziano da quelle lavorate in passato che venivano chiamate margarite. La loro lavorazione fu introdotta a Murano nel XIII secolo da Cristoforo Briani e Domenico Miotti. Dai loro numerosi allievi nacque un'industria molto fiorente tuttora attiva.
Decorato a smalto
La tecnica del vetro decorato a smalto prevede l'utilizzo di composti colorati ottenuti con polveri di vetri bassofondenti opachi e trasparenti finemente macinati, applicati a pennello sulla superficie del vetro per realizzare un decoro che può assumere sagome astratte, vegetali o figurative. L'oggetto decorato viene successivamente sottoposto ad un ciclo termico che non supera i 500 °C, in questo modo il vetro applicato a pennello, rammollendo, aderisce in maniera permanente alla superficie del vetro di supporto. Questo tipo di tecnica ha origine orientale ed è stata introdotta a Venezia nell'ultimo decennio del XIII secolo con larga fortuna nel Rinascimento.
Millefiori
Con "millefiori" viene definita una canna forata o non forata che presenta al suo interno diversi strati vitrei concentrici di vario colore e forma, solitamente a fiore o a stella. L'elaborazione prevede come prima fase l'uso di stampi aperti che imprimono di volta in volta le diverse sagome a seconda di ciascun strato di diverso colore e successivamente la tiratura della canna lungo decine di metri. Un particolare tipo di canna millefiori è la rosetta, che risale al XV secolo caratterizzata da motivi a stella in vetro bianco, rosso e blu, a strati alterni. La canna millefiori viene generalmente tagliata in sezioni denominate murrine. I segmenti ottenuti da una canna forata, dopo essere stati molati, possono diventare delle perle. Mentre le sezioni non forate possono essere accostate e fuse al calore del forno così da confezionare piatti o ciotole e se fuse al fondo di una piccola massa emisferica di cristallo, dei pressacarte o presse-papier.
Molatura
La molatura è una tecnica, rimasta inalterata per molti anni, che permette di scavare il vetro e si effettua in diverse fasi. La prima fase prevede l'utilizzo di una ruota molto grezza costituita da carburo di silicio a grana "80", la seconda fase consiste nell'aggiustare l'incisione eseguita precedentemente con una ruota, sempre in carburo di silicio, ma di grana più fine "220", nella terza fase si agisce con la moltaura e la lisciatura dell'incisione attraverso l'impiego di una ruota in pietra arenaria naturale. Nella quarta ed ultima fase l'oggetto viene ripassato con una ruota in sughero impregnata da un impasto composto da pietra pomice ed acqua con lo scopo di lucidare l'incisione. A lavoro compiuto si procede a pulire e rendere l'oggetto brillante con una ruota di panno bagnata di ossido di cerio e acqua.
Specchio
Le origini dello specchio veneziano risalgono al Rinascimento. La lavorazione dello specchio si basa su una lastra di vetro, con una parte rivestita di alluminio o argento, che produce una immagine per riflessione delle figure che compaiono di fronte ad essa. Solo tra la fine del XII secolo e l'inizio del XIII vi fu la diffusione degli specchi di vetro con un rivestimento metallico e, col Rinascimento, Venezia e Norimberga diventarono dei rinomati centri per la produzione di tali oggetti. Nel XVI secolo il sistema più diffuso per rendere specchiata una superficie vitrea consisteva nell'applicare un sottile strato di metallo riflettente, spesso una lega (amalgama) di mercurio e stagno. Successivamente nel 1835 Justus von Liebig scoprì il processo chimico di rivestimento del vetro con argento ciò dette origine alle tecniche di produzione degli specchi odierne. Il procedimento consiste nello spruzzare, sotto vuoto, un sottile strato di alluminio o argento sulla parte inferiore della lastra di vetro ed attendere la reazione per elettrolisi. Lo strato metallico deposto sul lato opposto a quello riflettente viene ricoperto da una vernice a scopo protettivo.
Vetro fusione
È una tecnica antichissima, in cui rientra anche il vetro mosaico. Sezioni di vetro di diverso colore vengono accostate su una piastra di fibra ceramica e fuse in un forno elettrico in modo da ottenere un tessuto vitreo multicolore detto vetro mosaico o murrina. Sulla lastra vengono disposti lacerti o granuli di vetro di diverso colore che si fondono con il supporto vitreo di base. L'operazione può essere ripetuta più volte sovrapponendo i colori e creando un decoro tridimensionale.
Vetro murrino
Il vetro murrino è una tecnica tra le più antiche, si tratta di una seconda lavorazione che consiste in una piastra vitrea composta saldando con il calore tessere in vetro di diverso colore sezionate da canne policrome, la piastra in seguito viene modellata con l'utilizzo di uno stampo in argilla refrattaria e può essere ulteriormente modificata anche prendendo forma di vaso.

### Strumenti
Lo strumento principale nella lavorazione del vetro di Murano è il forno, ossia una camera chiusa, con pareti in materiale refrattario, provvista di aperture, dalle quali si estrae il vetro, a temperature di circa 1000 gradi centigradi. All'interno del forno è situato il cosiddetto "crogiolo", un recipiente in materiale refrattario che contiene le materie prime mescolate tra loro. Per versare la miscela delle materie prime all'interno del forno viene utilizzata la "cazza da infornar". Successivamente, con la "cazza da missiar", uno strumento in ferro dotato di un lungo manico che termina con una sorta di cucchiaio, si trasporta il vetro fuso da un crogiolo all'altro. Come ultima fase si utilizza la "cazza da traghettar", uno strumento a forma di pala che serve a levare dal forno il vetro già fuso e spostarlo in recipienti pieni d'acqua.
Diversi strumenti per la lavorazione del vetro di Murano sono caratteristici: il più conosciuto è la canna da soffio, un lungo tubo di metallo utilizzato per soffiare l'aria nella massa fusa appena prelevata dal forno. Ogni maestro ha i suoi strumenti personali che porta sempre con sé. Spesso vengono utilizzati anche degli stampi in legno o ghisa (aperti o chiusi), che si rifanno a una tecnica molto antica. Nel corso dei secoli all'interno della fornace gli strumenti per la soffiatura del vetro sono rimasti gli stessi, testimonianza dell'artigianalità e della tradizione che un prodotto in vetro di Murano racchiude ancora in sé. Un vecchio proverbio di Murano dice: Buoni strumenti sono utili, ma buone mani sono meglio, rafforzando la natura artistica del processo di lavorazione del vetro, che si basa sull'abilità dell'artigiano piuttosto che sull'uso di attrezzi speciali.
| Strumento       | Descrizione |
| --------------- | --- |
| Bardella        | Piccola asse di legno, legata ad una coscia del maestro (o ad entrambe), che serve per appoggiare la canna durante la lavorazione, poi sostituita da bracci dello scagno. |
| Borsella        | Pinza di forma e dimensioni diverse utilizzata per svolgere operazioni di modellatura, strozzatura, taglio e decorazione del vetro caldo in lavorazione. |
| Canna da soffio | Tubo in ferro forato nel senso della lunghezza con una delle due estremità di forma leggermente conica. Viene utilizzato per prelevare il vetro dal crogiolo, per la soffiatura e la formatura dell'oggetto a mano libera o con l'uso di uno stampo.                                                |
| Crogiuolo       | Detto anche “padella”. È un recipiente in materiale refrattario (anticamente indicato come "tera" o "creda"), sito all'interno del forno, che contiene la miscela delle materie prime per la fusione.                                                                                               |
| Pontello        | Asta di ferro pieno con la quale il maestro vetraio sostiene il vetro quando lo lavora nella parte attaccata alla canna da soffio. |
| Scanno o Scagno | È uno sgabello a tre gambe su cui siede il maestro vetraio. È un elemento caratteristico della lavorazione del vetro in area mediterranea. Da un documento risalente al 1313 è testimoniato che nella produzione vetraria europea, lo sgabello non è utilizzato, perché il maestro lavora in piedi. |
| Tagianti        | Forbici, di varie forme, impiegate per tagliare il vetro in eccesso ancora caldo. |

## Il Museo del Vetro

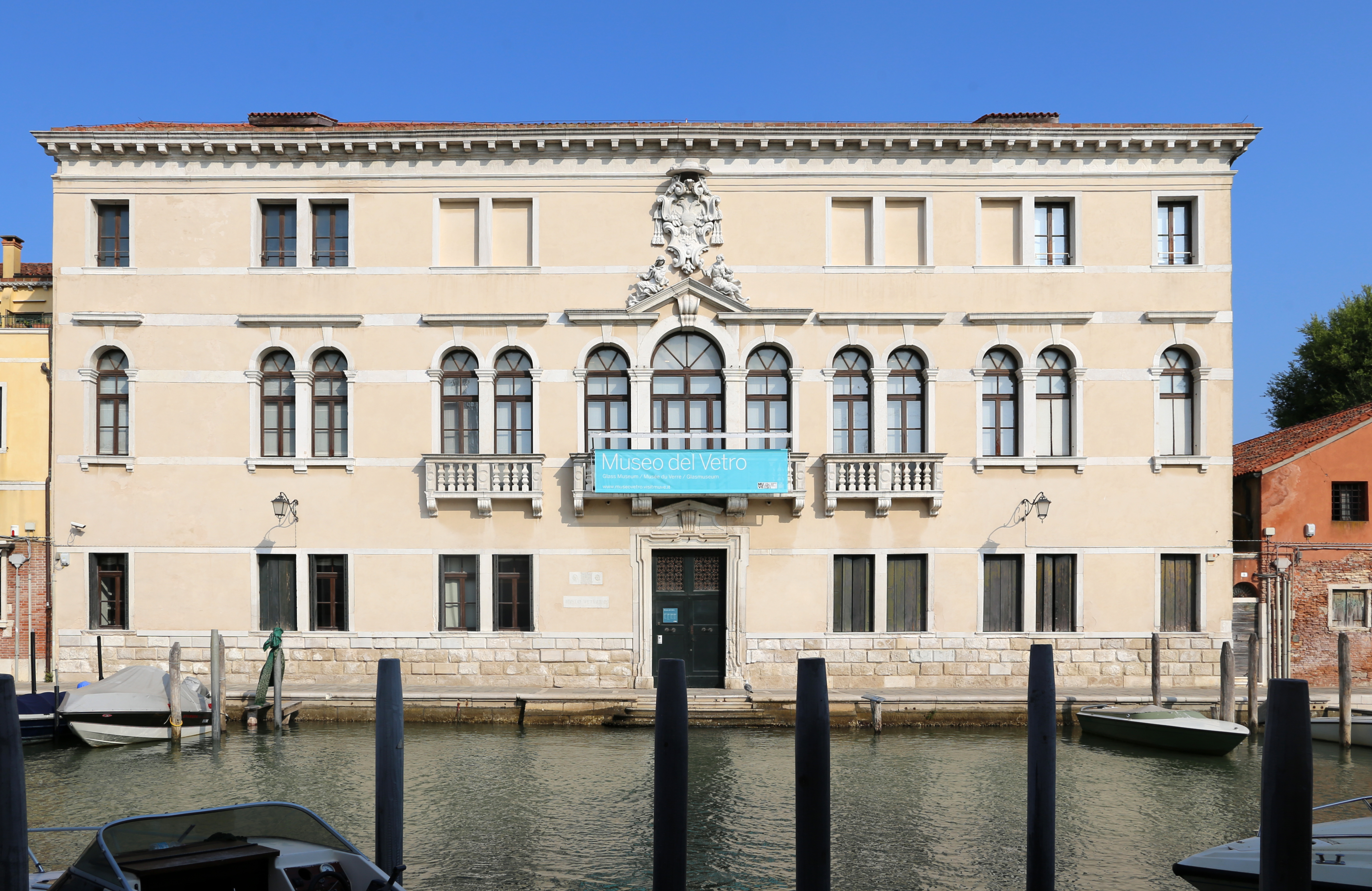
Murano, Palazzo Giustinian, Museo del vetro

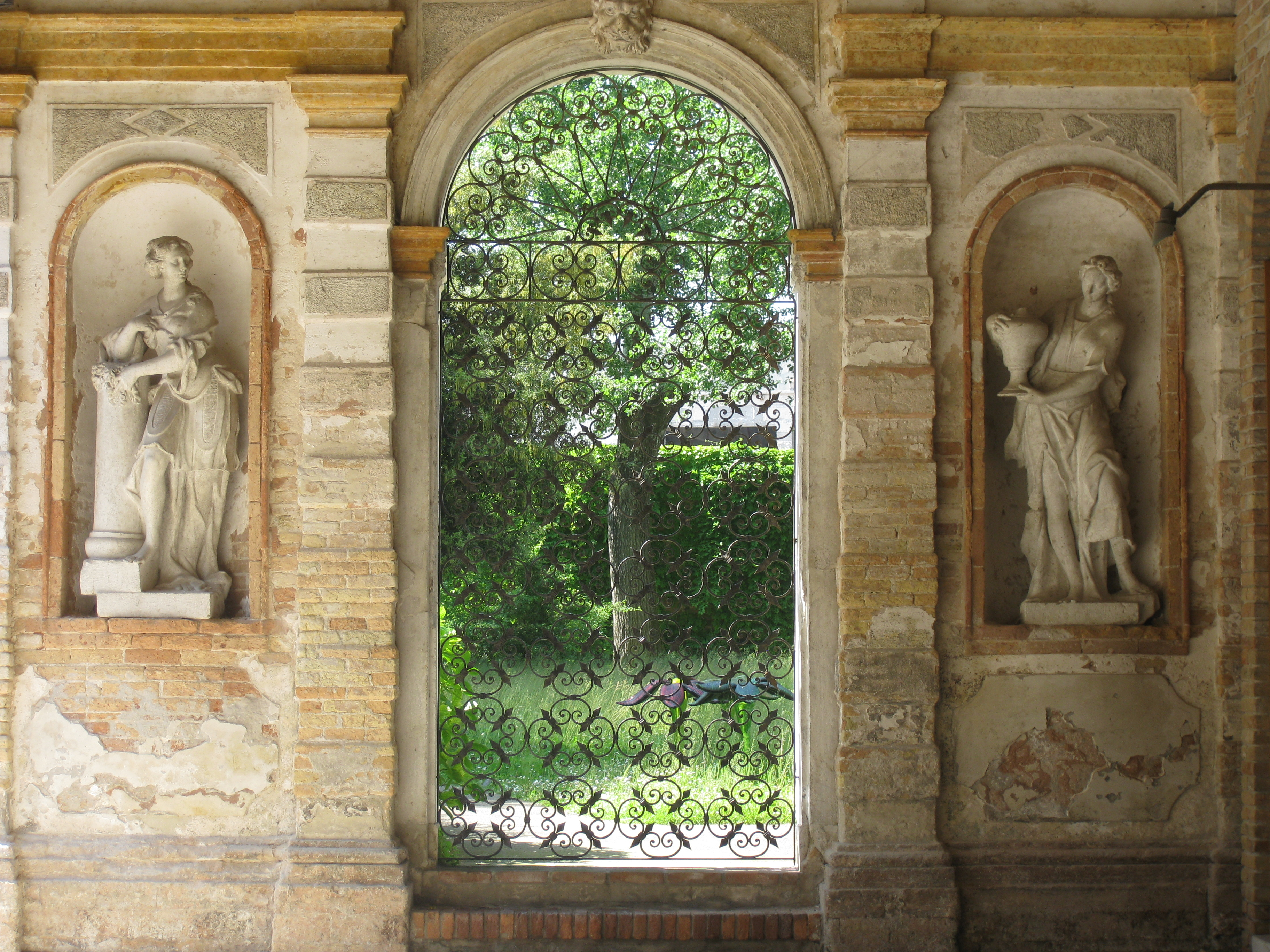
Museo del Vetro di Murano

Il Museo del vetro di Murano nasce nel 1861, allorché Antonio Colleoni, sindaco dell'isola, e l'abate Vincenzo Zanetti, cultore di arte vetraria, superando la fase decadente dell'artigianato locale, dopo la caduta della Repubblica di San Marco e dopo anni di dominio straniero, fecero approvare al Comune un archivio che raccogliesse tutta la documentazione relativa alla storia dell'isola. Poiché i titolari delle fornaci, che avevano ripreso nella seconda metà dell'Ottocento a lavorare intensamente, fecero dono di parecchi vetri prodotti nei secoli precedenti e contemporanei, l'archivio divenne museo. L'abate Zanetti nel 1862 creò una scuola annessa al Museo che i vetrai frequentavano nei giorni festivi, studiando i disegni e i modelli del passato lì conservati. Nel 1923, quando Murano fu annesso al Comune di Venezia, il Museo divenne parte della Fondazione Musei Civici di Venezia e nel 1932 le sue collezioni vennero riordinate da Giulio Lorenzetti e Nino Barbantini, che rammodernarono i criteri espositivi e vi aggiunsero vetri delle collezioni Correr, Cicogna e Molin, con i più bei pezzi rinascimentali. In seguito la Soprintendenza Archeologica istituì una sezione archeologica nella quale si custodiscono i vetri provenienti dalla necropoli di Enona a Zara. Oggi le collezioni del Museo sono arricchite da acquisti e da donazioni da parte delle fornaci che rappresentano la raccolta contemporanea. Il Museo del Vetro di Murano è ospitato a palazzo Giustinian, già sede dei Vescovi di Torcello. Le collezioni sono ordinate cronologicamente: oltre alla sezione archeologica, che comprende notevoli reperti romani tra il I e il III secolo d.C., vi si trova la più vasta rassegna storica del vetro muranese, con importanti pezzi prodotti tra il Quattrocento e il Novecento, tra cui capolavori di rinomanza mondiale, alcuni esempi sono i vetri di Venini, Zecchin, Carlo Scarpa. Spesso le sale vengono arricchite da preziose collezioni temporanee. Notevole il giardino, in cui vengono spesso esposte opere vetrarie contemporanee in un contesto di particolare suggestione..

## Il vetro di Murano oggi
Il vetro di Murano viene ancora prodotto in ambito artigianale. Alcuni dei prodotti caratteristici prodotti nell'isola sono: vetri di prima lavorazione, articoli per l'illuminazione, vetri incisi, vetri decorati, vetri decorati per sabbiatura, vetri molati, lavorazioni murrine, specchi e vetri a lume e perle. Girando per le vie di Murano, è possibile trovare un gran numero di botteghe che mostrano (a pagamento) delle semplici lavorazioni. Un gruppo di aziende artigiane e industriali ha creato in collaborazione con la Regione del Veneto, un marchio per garantire l'autenticità e la provenienza dell'oggetto in vetro di Murano. Il marchio, disegnato da Diego Lazzarini, è stato istituito e regolamentato dalla legge regionale del Veneto nº 70 del 23/12/1994. Ad oggi circa 50 aziende utilizzano il marchio registrato "Vetro Artistico® Murano". Le fabbriche presenti sull'isola di Murano non sono obbligate a chiedere la concessione all'uso del marchio ed alcune scelgono di non farlo. Nel dicembre del 2001 ne viene affidata la gestione al Consorzio Promovetro Murano
Gli artigiani muranensi hanno restaurato i quattro lampadari in vetro di Murano collocati nel municipio del comune di Sant'Agostino, che sono stati risparmiati dalle scosse del terremoto dell'Emilia del 2012 che devastarono l'edificio. Il più grande di essi ha un peso di 400 kg, una circonferenza di tre metri per un'altezza di circa cinque metri suddivisi in quattro piani strutturati in cristallo, ambra ed oro. Quest'ultimo fu trasferito negli anni venti da Italo Balbo dalla sala degli stemmi del Castello Estense di Ferrara a Sant'Agostino in quello che era il salone delle feste, la sala del consiglio del comune, un palazzo del 1875..
Tra le iniziative più recenti promosse a Murano vi è la ricostruzione storica dei cosiddetti "Achanini" ossia ampolle dal collo allungato, precedentemente realizzate in cristallo e decorate a smalto con motivi ornamentali di origine islamica, utilizzati dalle dame nel XVI secolo come contenitore per acque profumate.

## Inquinamento e rischio ambientale
La Stazione sperimentale del vetro ha studiato una proposta per sostituire l'arsenico con sostanze meno pericolose per l'ambiente e la salute umana, come la loppa d'altoforno e l'ossido di cerio. Tuttavia l'ossido di arsenico resta ancora la sostanza migliore per realizzare il vetro cristallino, mentre per altri prodotti vitrei è possibile la sostituzione, ma con un costo maggiore.

## Galleria d'immagini

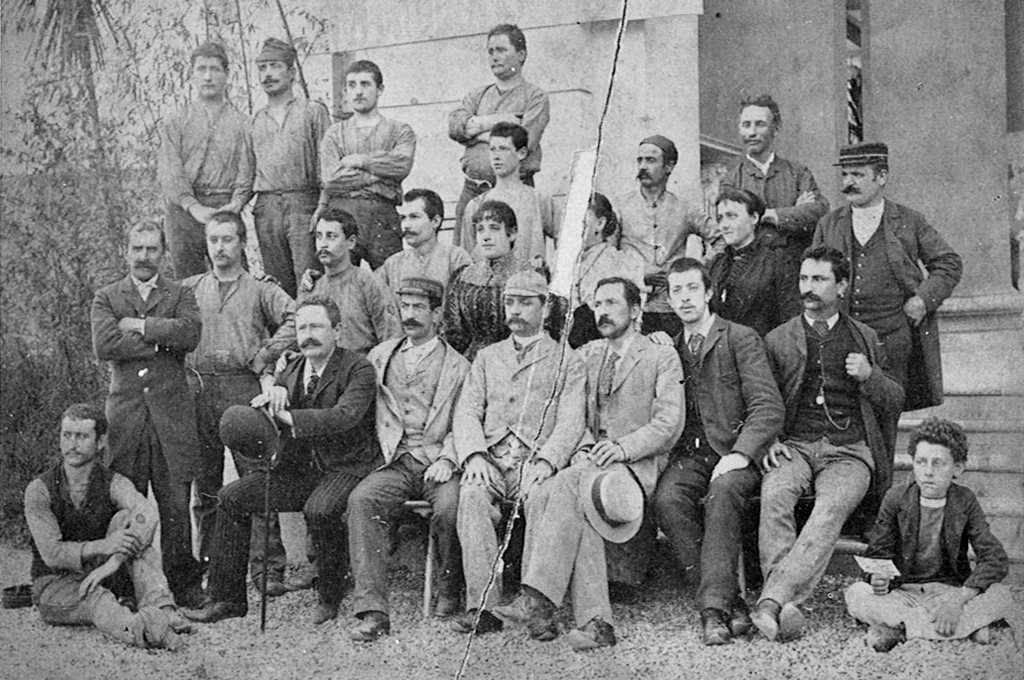
Murano all'Esposizione di Bruxelles (1889)
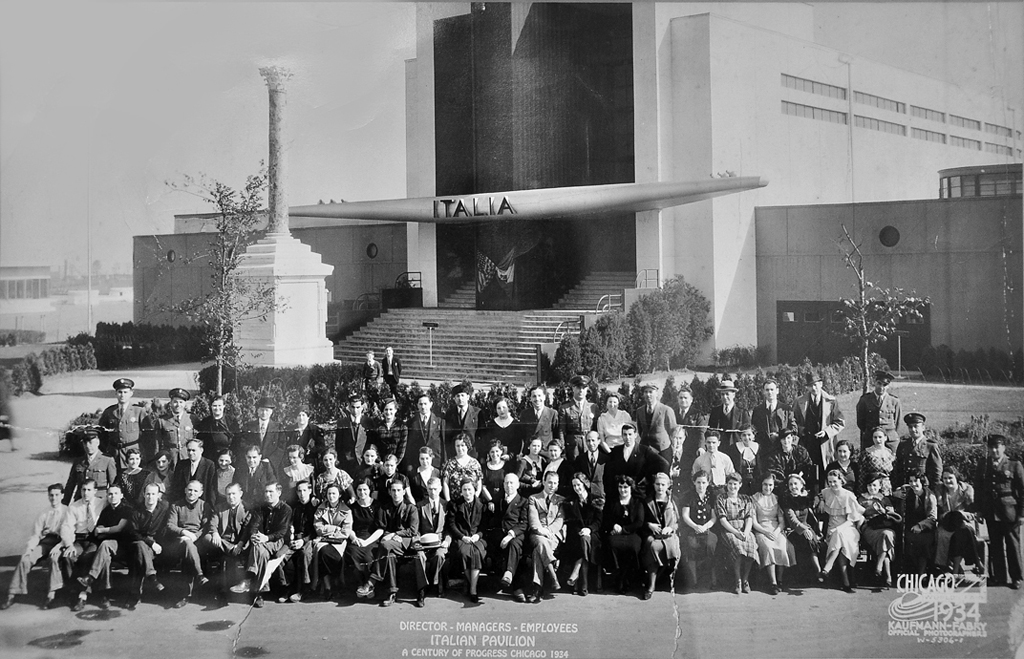
Il vetro di Murano all'Esposizione Universale di Chicago (1934)
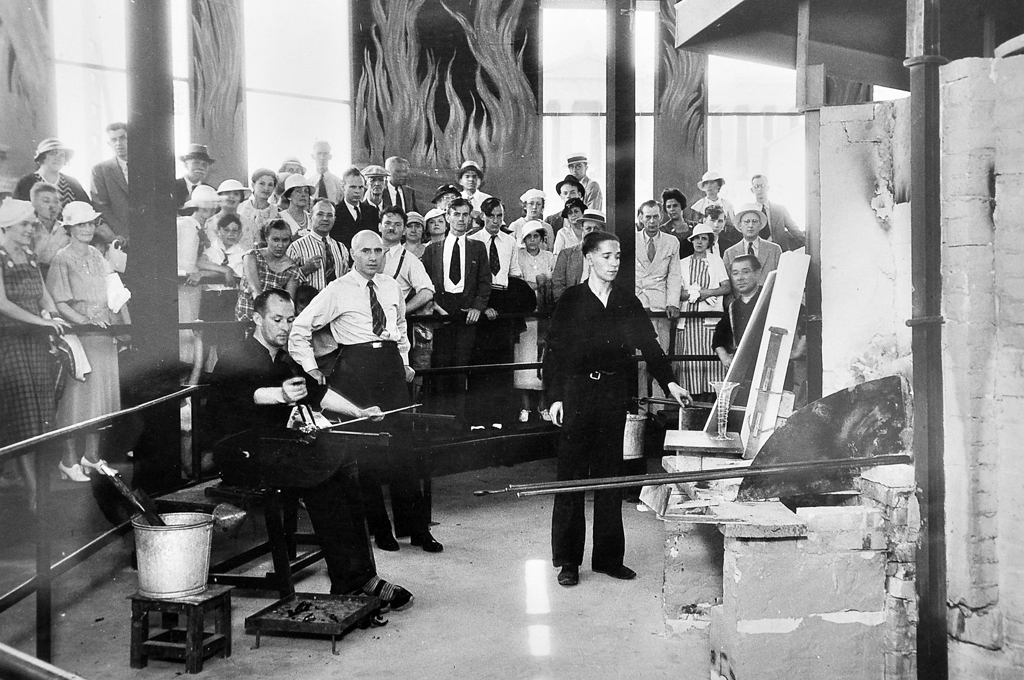
Lavorazione all'Esposizione Universale di Chicago (1934)
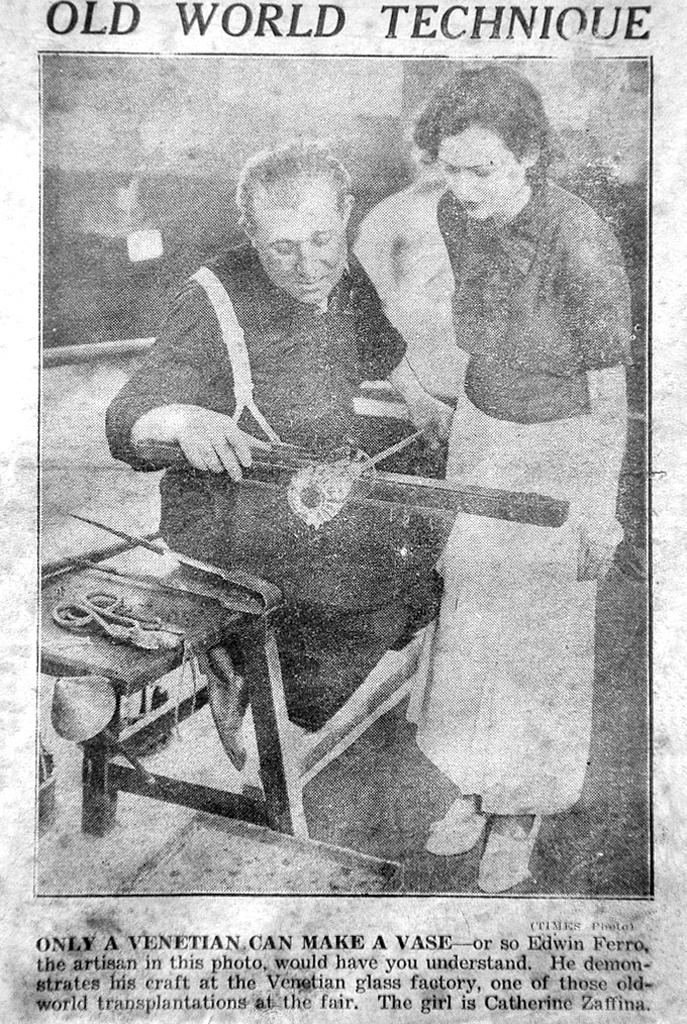
Daily Times (1934)
La nuova vetreria AVEM (1935)
Lavorazione delle perle a lume (1943)
Incisione del vetro con ruota di carborundum (1960)
Imballatrici in moleria controllano bicchieri e caraffe (1960)
Operai in moleria (1960)
Lavorazione delle perle ad imitazione delle perle naturali (1961)
Lavorazione delle perle a lume (1961)
Molatura delle perle Rosetta (1961)
Molatura di una caraffa con ruote in pietra arenaria (1965)
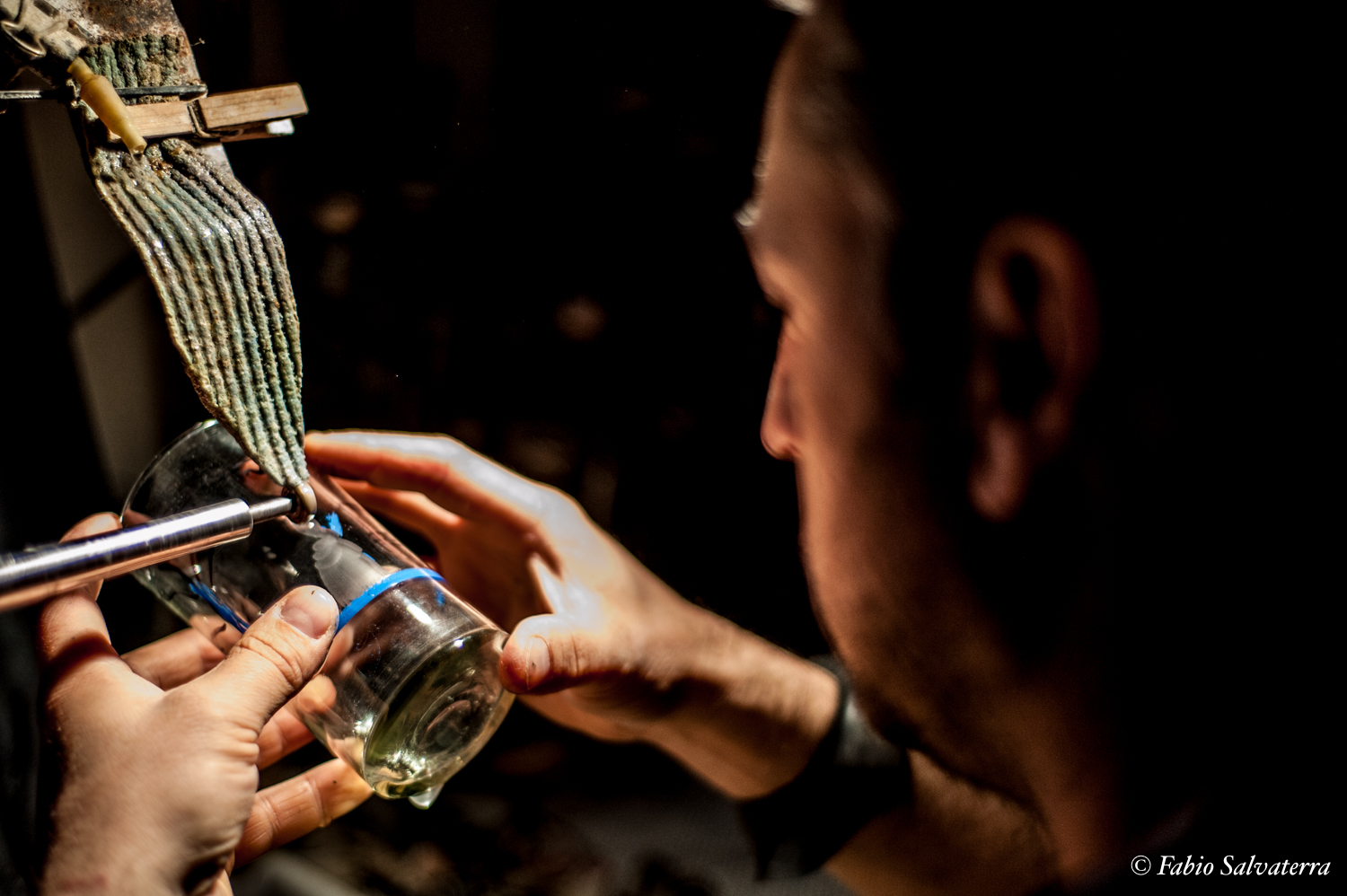
Incisione artistica con ruota fatta a mano su vetro

### Esplicative
1. ↑  Ci sono due teorie principali sull'inizio della lavorazione del vetro veneziano. Uno è che la produzione del vetro iniziò quando i vetrai di Aquileia arrivarono dopo essere fuggiti dalle invasioni barbariche nel corso del V secolo.[3] Un autore del XIX secolo attribuisce questa idea agli scrittori italiani Carlo Marin e al conte Filiasi.[4] Shotwell supporta questa teoria e utilizza l'anno 450 come data di inizio approssimativa.[5] Una seconda teoria è che la produzione vetraria veneziana si sia sviluppata dall'interazione e dal commercio veneziano con il Levante (Mediterraneo orientale).[3] Janssens afferma che «le somiglianze nelle tecniche e nelle forme sono evidenti tra il vetro veneziano e il vetro bizantino e islamico.»[3]
2. ↑  L'alluvio mesopotamico è considerato la culla della produzione del vetro. Il vetro veniva prodotto lì prima del 2000 a.C.[7] Il vetro è stato realizzato in Siria fin dal 1700 a.C. e intorno al 100 a.C. i siriani hanno iniziato soffiatura del vetro.[8]

### Bibliografiche
1. 1 2   Murano il più antico centro di vetro artistico, Consorzio Promovetro Murano, su promovetro.com. URL consultato il 19 aprile 2014.
2. ↑  Zerwick 1990, p. 49.
3. 1 2 3  Janssens 2011, p. 520.
4. ↑  Sauzay 1870, p. 20.
5. 1 2  Shotwell 2002, p. 586.
6. ↑  Toso 2000, p. 25.
7. ↑  Shotwell 2002, p. 343.
8. ↑  Shotwell 2002, p. 546.
9. ↑  Shotwell 2002, p. 587.
10. ↑  Shotwell 2002, pp. 586-587.
11. ↑   Origini dell’arte del vetro veneziano - Museo del Vetro, in Museo del Vetro. URL consultato il 1º dicembre 2018 (archiviato dall'url originale il 2 dicembre 2018).
12. ↑   Vetri e Cristalli agli antipodi del solido, Chimicare, su chimicare.org. URL consultato il 21 aprile 2014.
13. ↑   làttimo, in Treccani.it – Vocabolario Treccani on line, Roma, Istituto dell'Enciclopedia Italiana. URL consultato il 24 agosto 2022.
14. ↑   Breve storia dei vetri di Murano, Consorzio Promovetro Murano, su promovetro.com. URL consultato il 21 aprile 2014 (archiviato dall'url originale il 29 aprile 2014).
15. ↑  La storia del vetro di Murano su Zogia.it
16. ↑  La storia del vetro di Murano su Glassofvenice.com
17. ↑   Arnaldo Mauri, CONTERIE o margheritine, in Enciclopedia Italiana, Roma, Istituto dell'Enciclopedia Italiana, 1931. URL consultato il 24 agosto 2022.
18. 1 2   Eugenio Panizzi Murano, su panizzieugenio.com. URL consultato il 17 aprile 2014 (archiviato dall'url originale il 18 aprile 2014).
19. ↑   Gli strumenti del vetro di Murano, su muranoglam.com. URL consultato il 3 maggio 2014.
20. ↑   Il Museo Vetrario di Murano, Consorzio Promovetro Murano, su promovetro.com. URL consultato il 21 aprile 2014 (archiviato dall'url originale il 27 aprile 2014).
21. ↑   Museo del Vetro, Venezia, Musei, su coopculture.it. URL consultato l'11 marzo 2014.
22. ↑   Murano - Viaggiare Venezia, in Viaggiare Venezia. URL consultato il 1º dicembre 2018.
23. ↑   La Stampa - Una Luce per l'Emilia Romagna, su lastampa.it. URL consultato il 2 maggio 2014 (archiviato dall'url originale il 27 ottobre 2013).
24. ↑   Nicola Favaro, Il progetto "vetro di Murano": sostituzione dell'arsenico con materie prime non pericolose nella produzione del Vetro Artistico Muranese, Venezia, 2011 (PDF), su minambiente.it. URL consultato il 3 dicembre 2013.